# 杉本五郎 (漫画家)
杉本 五郎（すぎもと ごろう、1924年2月9日 - 1987年6月13日）は、日本のアニメーション研究家、映画フィルム収集家、漫画家、アニメーター、著作家。
大日本フィルム社取締役、青山デザイン専門学校講師、東京工学院専門学校講師、アニドウ顧問なども務めた。漫画執筆時のペンネームは、つゆき・サブロー、露木三郎。

## 人物
東京市日本橋区出身。日本では有数のフィルム収集家としても知られ、12歳の頃からフィルムの収集を始め、本数は最高2万本に達した。記録映画、劇映画などあらゆる分野にわたり、特にアニメーションの分野においては他の追随を許さないものであったと評されている。
戦災や火災で幾度もコレクションが被害を受けながら、1971年に大日本フィルム社を設立。だが同年、自宅の火災でコレクションの大半を焼失。しかし再びコレクションをはじめ、5千本までコレクションを再建した。著書「映画をあつめて」では、当時の国立近代美術館フィルムセンターより所蔵フィルムの数が多いと述べている。
ニュースフィルムや記録映画は有償でテレビ局や制作プロダクションに貸し出していた。その一方、1970年代から1980年代にかけて全国のアニメーション自主上映会において、日本国外の中短編の珍しいアニメーションフィルムを無償で貸し出した。ビデオが普及する以前の時代のこの杉本の行為によって、アニメファンは日本国外の珍しいアニメーションを鑑賞することが出来、日本のアニメ文化の発展に貢献することになった。
1967年にプロのアニメーターらによって発足したアニメーション研究を旨とする東京アニメーション同好会（後のアニドウ）に顧問として就任。アニドウの会報「FILM 1/24」やアニメ雑誌「ファントーシュ」などアニメーションの記事を執筆した。他に、美術大学、デザイナー学院などの講師、テレビ出演などでアニメーションの普及に努めた。また、アニメーションに関しては評論にとどまらず、少年時代から制作を試み、晩年にはアニメーションの自主制作を行った。作品には「お江戸の千代紙」「少女の幻影」などがある。
1971年まで貸本屋を経営し、1960年代は貸本漫画家としても活動。同じく兎月書房で貸本漫画を描いていた水木しげるとは友人で、水木の漫画『ゲゲゲの鬼太郎』に登場するキャラクター「吸血鬼エリート」（貸本版鬼太郎では『霧の中のジョニー』）のモデルになっている。なお、貸本漫画もコレクションしていて、水木によると「家3軒が貸本漫画で埋まっていたほどだった」というが、このコレクションも火事により、なくしてしまったという。
1987年6月13日に再生不良性貧血で死去。寝食を切り詰めて、フィルムを集めていた事による病死といわれる。
ロリータ・コンプレックスを自認し、生涯を独身・童貞で通した。1985年にはロリコン雑誌『ヘイ!バディー』（白夜書房）で日本人版ルイス・キャロルとして3回にわたるロングインタビューに答えている。また1971年まで少女のヌード写真も撮影しており、没後、現存する写真をもとに作品集『アンティック少女写真館』（さーくる社）も発売された。
没後、アニメ雑誌『アニメージュ』は5ページの追悼特集を掲載。1990年になって、平凡社から生前の執筆活動をまとめた『映画をあつめて これが伝説の杉本五郎だ』が出版された。
さらに1997年には漫画家時代の作品集のQJマンガ選書『寄生人』が太田出版から出版された。
現在、杉本コレクションの大部分はアニドウ（なみきたかし主宰）が管理しているとされている。しかし、五味洋子の証言によれば現在ある杉本コレクションの多くはある人物が杉本宅に保管してあったフィルムを事前連絡も無いまま持ち去ったものであり、一連の行為は住居侵入罪や窃盗罪に当たると訴えたが、弁護士の判断で不問に処されたという。この事件の首謀者および実行者について五味は明言を避けているが「杉本さんと関わりのあった人、およびその周辺の誰もが知る事柄」「公然の秘密どころか、当人自らが公言さえしている」「不問に処されたとはいえ犯罪行為であることに変わりはなく、昔から杉本さんと親交のあった方々は皆この事件に対して今も激しい感情を抱いている」と語っている。

## 著書
- アンティック少女写真館（さーくる社，1987）
- 映画をあつめて―これが伝説の杉本五郎だ（なみきたかし編集，平凡社，1990）
- 寄生人（「つゆきサブロー」名義，太田出版，1997）

## 映像作品
- 海と少女と貝がらと（55m，5分，1967）
- 千代紙と少女（10分，1967）※ノーマン・マクラレンがフィルムを所有
- 少女たち（110m，10分，1968）
- 12歳の神話（128m，12分，1970）
- てまりうた（66m，5分，1972）